# Schönberg (Seehausen)
Schönberg ist ein Ortsteil der Hansestadt Seehausen (Altmark) im Landkreis Stendal in Sachsen-Anhalt.

## Geographie

### Lage
Das Reihendorf Schönberg liegt in der Wische in der Altmark nahe der Elbe. Seehausen (Altmark) ist nur 4 km entfernt. Durch das Dorf strömt der der Tegge-Lohmann-Kanal nach Westen in den Aland. Durch Schönberg führt die Straße der Romanik.
Nachbarorte sind Neuhof, Blockhof und Herzfelde im Nordwesten, Schönberg am Deich im Norden, Neukirchen (Altmark) im Osten, sowie Falkenberg und Schallun im Süden und Südwesten.

### Ortsteilgliederung
Wohnplätze des Ortsteils sind:
- Schönberg, Dorf, auch Schönberg am Damm genannt[4]
- Blockhof
- Herzfelde
- Hof zur Hufe[7]
- Klein Holzhausen
- Neuhof, Wohnplatz im Osten des Dorfes
- Perditzenberg[5]
- Schönberg am Deich, Wohnplatz im Norden an der Elbe
- Schüring, Wohnplatz im Norden an der Elbe[5][8]

## Geschichte

### Mittelalter bis Neuzeit
Die erste Erwähnung von Schönberg stammt aus dem Jahre 1208, als Sconeberg. Markgraf Albrecht II bestätigte dem Kloster Arendsee seine Besitzungen, darunter eine halbe Hufe in dem Dorf. Weitere Nennungen sind 1345 ville schonenberg, 1459 tho Schoeneberghe und 1687 Schöneberge.

### Güter
Das Gut I (Rittergut I) liegt östlich des Dorfteiches in der Dammstraße. Es wurde 1378 erstmals erwähnt, als Ingeborg, ehemalige Markgräfin von Brandenburg und Gattin von Heinrich dem Eisernen, der Pfarrkirche in Schöneberg eine Schenkung der Brüder Rohr vereignete.
Das Gut II (Rittergut I) liegt westlich der Kirche. Es wurde 1495 erstmals erwähnt, als von Rossow Hebungen aus seinem Hof in Schönberg verkaufte. 1948 wurde der letzte Besitzer Tegge enteignet.

### Landwirtschaft
Bei der Bodenreform wurden 1945 festgestellt: zwei Besitzungen über 100 Hektar hatten zusammen 234 Hektar, 32 Besitzungen unter 100 Hektar hatten zusammen 605 ha. Eine Besitzung mit 201 Hektar war von der Roten Armee besetzt und bewirtschaftet worden, offenbar das Rittergut I. Enteignet wurden ein Bauernhof, ein Rittergut und ein Gutshof mit zusammen 476,8 Hektar landwirtschaftlicher Nutzfläche. 1948 hatten 41 Vollsiedler jeder über 5 Hektar und 16 Kleinsiedler unter 5 Hektar erhalten aus den früheren Besitzungen der Familien Tegge, Lohmann und Bode. Im Jahre 1952 entstand die erste Landwirtschaftliche Produktionsgenossenschaft vom Typ III, die LPG „Max Reimann“. 1974 schlossen sich die LPG „Max Reimann“ und die LPG „Wiljams“ Neukirchen zusammen zur LPG „Deutsch-Sowjetische Freundschaft“, die 1992 in eine Agrargenossenschaft umgewandelt wurde. Im Jahre 2003 erfolgte die Löschung der Genossenschaft aus dem Handelsregister.

### Eingemeindungen
Bis 1807 gehörten das Dorf und die Güter zum Seehausenschen Kreis der Mark Brandenburg in der Altmark. Zwischen 1807 und 1813 lagen sie im Kanton Seehausen auf dem Territorium des napoleonischen Königreichs Westphalen. Ab 1816 gehörte sie zum Kreis Osterburg, dem späteren Landkreis Osterburg.
Am 30. September 1928 wurden die Gutsbezirke Schönberg I und Schönberg II mit Landgemeinde Schönberg vereinigt.
Am 1. April 1940 erfolgte ein Zusammenschluss der Gemeinden Herzfelde, Klein Holzhausen (ohne die Gebiete Oberkamps und Unterkamps bis einschließlich der Wässerung nebst den Rühstedter Wiesen sowie der Gebiete Groß-Wegenitz und Klein-Wegenitz) und dem südlichen Teil der Gemeinde Ostorf (die Höfe Falke, Herper und Neubauer) sowie von den Gemeinden Falkenberg und Schönberg die unmittelbar an der Elbe liegenden Enklaven zu einer Gemeinde mit dem Namen Herzfelde.
Am 20. Juli 1950 wurde die bis dahin eigenständige Gemeinde Herzfelde nach Schönberg eingemeindet. Die Gemeinde Schönberg wurde am 25. Juli 1952 in den Kreis Seehausen umgegliedert. Am 2. Juli 1965 kam die Gemeinde zum Kreis Osterburg. Am 1. Juli 1994 wurde sie dem heutigen Landkreis Stendal zugeordnet.
Bis zu ihrer Eingemeindung in die Hansestadt Seehausen (Altmark) per Gesetz am 1. September 2010 wurde die Gemeinde Schönberg von der Verbandsgemeinde Seehausen (Altmark) mitverwaltet, gehörte ihr aber nicht an.

### Einwohnerentwicklung

#### Dorf, Gemeinde, Ortsteil
| Jahr | Einwohner |
| ---- | --------- |
| 1734 | 120       |
| 1775 | 193       |
| 1798 | 160       |
| 1801 | 291       |
| 1818 | 320       |
| 1840 | 485       |
| 1864 | 417       |
| 1871 | 507       |

| Jahr | Einwohner |
| ---- | --------- |
| 1885 | 332       |
| 1892 | [00]435   |
| 1895 | 262       |
| 1900 | [00]399   |
| 1905 | 266       |
| 1910 | [00]411   |
| 1925 | [00]314   |
| 1939 | 352       |

| Jahr | Einwohner |
| ---- | --------- |
| 1946 | 539       |
| 1964 | 804       |
| 1971 | 798       |
| 1981 | 667       |
| 1993 | 639       |
| 2006 | 563       |
| 2009 | [00]502   |
| 2011 | [00]517   |

| Jahr | Einwohner |
| ---- | --------- |
| 2012 | [00]518   |
| 2014 | [00]505   |
| 2020 | [00]493   |
| 2021 | [00]485   |
| 2022 | [0]480    |
| 2023 | [0]484    |

Quelle, wenn nicht angegeben, bis 2006:

#### Rittergüter / Gutsbezirke
| Jahr                         | 1798 | 1864 | 1885 | 1895 | 1905 |
| Rittergut I (Gutsbezirk I)   | 94   | 118  | 117  | 138  | 116  |
| Rittergut II (Gutsbezirk II) | 19   | 020  | 011  |      | 07   |

## Religion

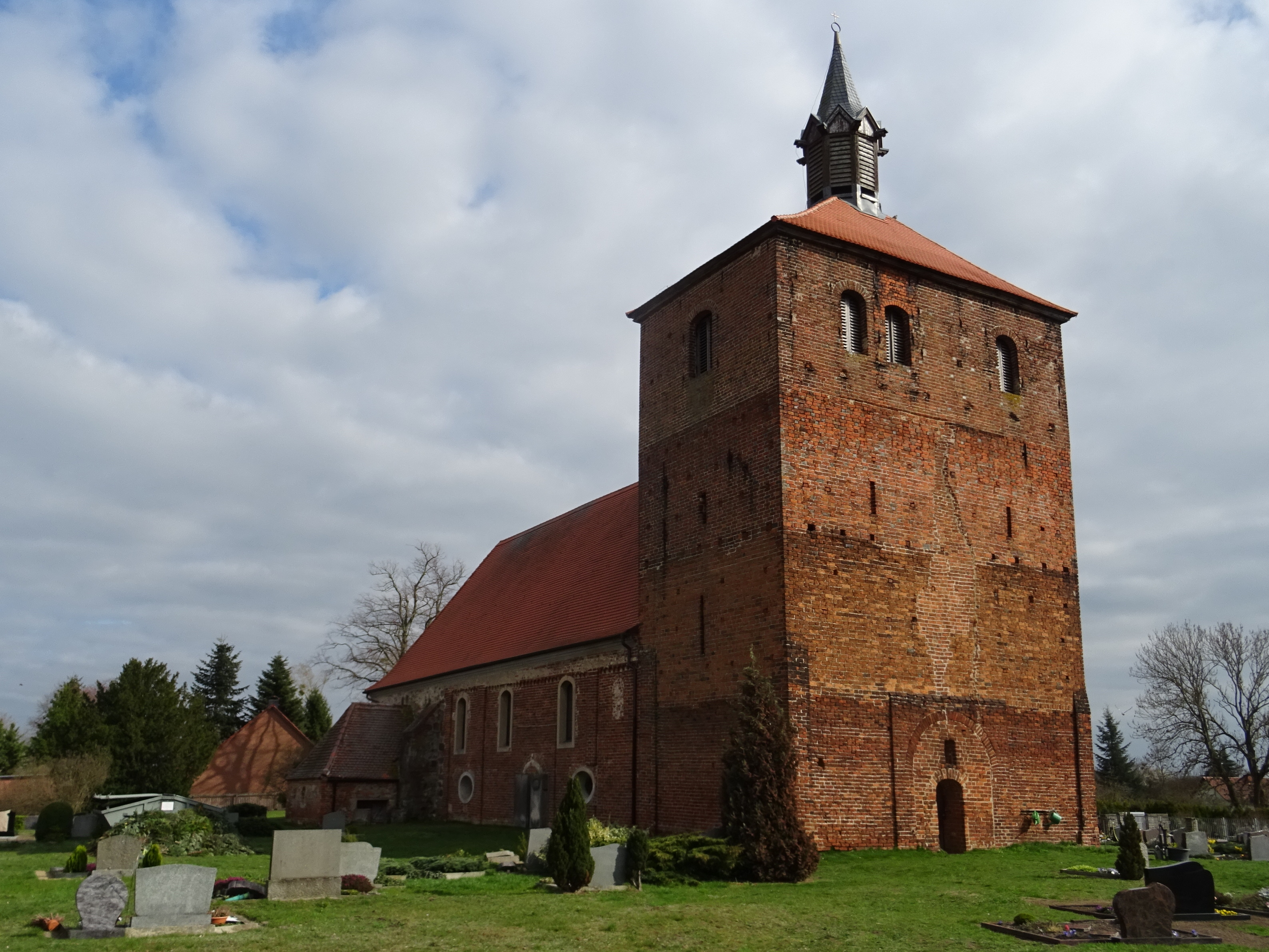
Dorfkirche Schönberg mit Friedhof

Die evangelische Kirchengemeinde Schönberg gehörte früher zur Pfarrei Schönberg bei Seehausen in der Altmark. Sie ist seit 2005 Teil des Kirchspiels Schönberg-Falkenberg und wird betreut vom Pfarrbereich Seehausen im Kirchenkreis Stendal im Bischofssprengel Magdeburg der Evangelischen Kirche in Mitteldeutschland.

## Kultur und Sehenswürdigkeiten

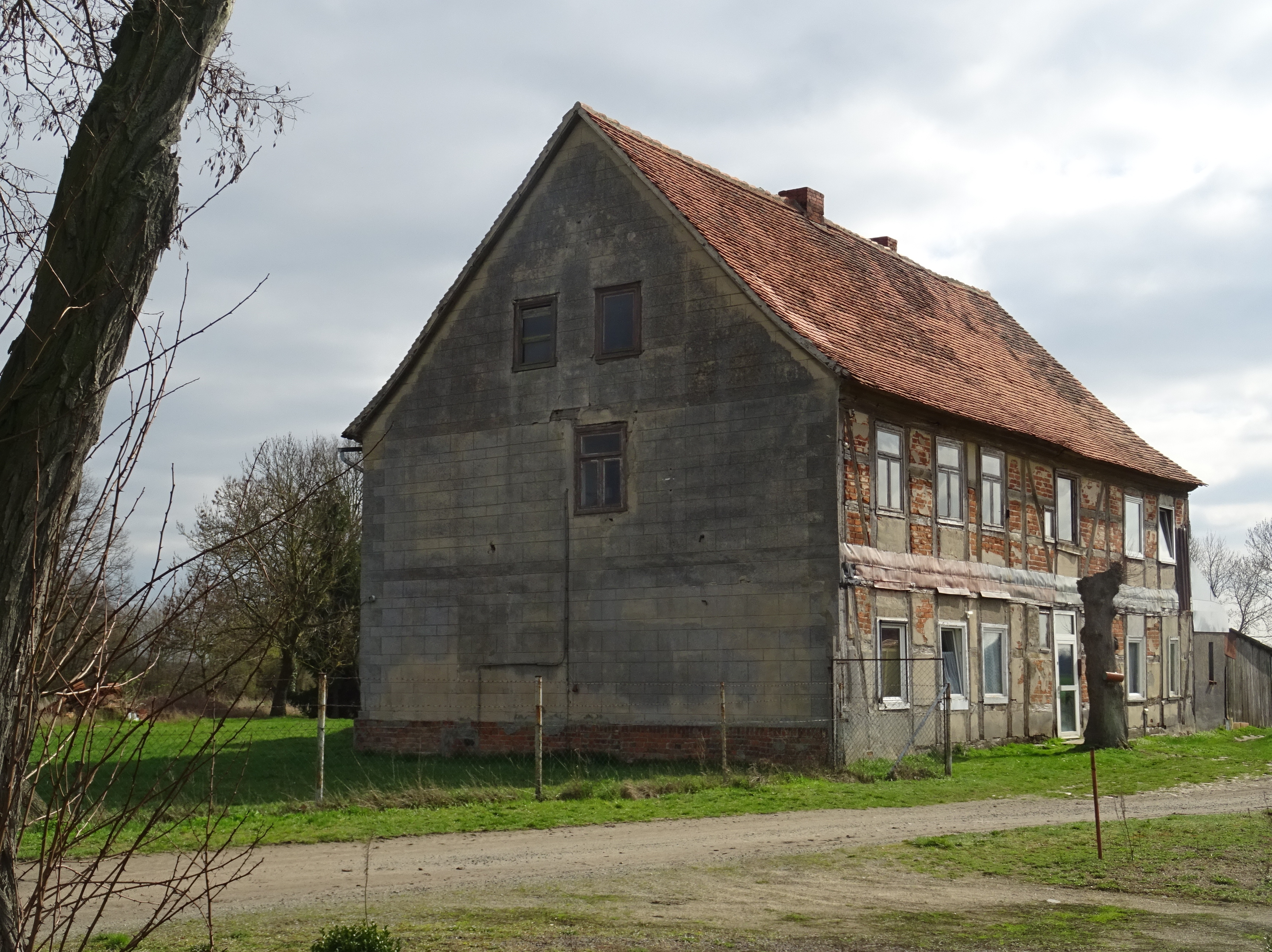
Bauernhaus in der Dammstraße

- Die evangelische Dorfkirche Schönberg ist ein spätromanischer Backsteinbau aus der Zeit um 1150.[28]
- Auf dem Kirchhof befindet sich der Ortsfriedhof.
- Ein Bauernhaus und ein Gasthof stehen unter Denkmalschutz.[5]
- In Schönberg steht in der Nähe der Kirche ein Denkmal für die Kriegstoten des Ersten und Zweiten Weltkriegs.[29]
- Im Osten des Ortes befindet sich die „obertägig sichtbare Struktur eines Bodendenkmals“, ein mittelalterlicher Burgwall, „Schlossberg“ genannt,[5] eine ebenerdige, runde Burgfläche mit einem Durchmesser von etwa 30 Metern, einem breiten Graben, vor den sich teilweise ein Wall mit davorliegendem zweiten Graben legt.[4]

## Wirtschaft und Infrastruktur
Im Dorf gibt es eine Kindertagesstätte.
Durch den Ort führt die Straßenverbindung von Seehausen (Altmark) (Anschluss an die Bundesstraßen 189 und 190) nach Werben (Elbe).

## Persönlichkeiten
- Christoph Timotheus Seidel (* 20. September 1703 in Schönberg; † 30. Mai 1758 in Helmstedt), lutherischer Theologe

## Sagen aus Schönberg
Der Lehrer Lehrmann überlieferte im Jahr 1908 drei Sagen. Beim Gehöft „der Schloßberg“ erhob sich ehemals ein prachtvolles Schloss. „Von diesem führte ein unterirdischer Gang zur Kirche. Unter der Erde hört man zuweilen noch zur Jetztzeit liebliche Musik.“ Auf der Anhöhe „der Galgenberg“ wurden die Verbrecher gehängt. Auf diesem Hügel fand man ein stark verrostetes Beil, um das sich eine Geschichte rankt. Die dritte Sage berichtet von einem gewalttätigen Besitzer des Rittergutes II, der den Dorfpfarrer erschoss und sich selbst im Sumpf umbrachte.